# Pułk Milicji Konnej Lubelskiej
Pułk Milicji Konnej Lubelskiej – polski oddział kawalerii wchodzący w skład wojsk powstańczych okresu insurekcji kościuszkowskiej.

## Formowanie
Pułk sformowany został w 1794 na terenie województwa lubelskiego przez płk. Józefa Tolińskiego. Początkowo rekrutacja kantonistów nie dawała dobrych wyników. Do 8 sierpnia Toliński zebrał jedynie „kilkadziesiąt koni z kantonistami”. Komisja Porządkowa Lubelska, ponaglana przez Naczelnika, zrezygnowała z oczekiwania, aż cały pułk uformuje się i zarządziła doprowadzenie do stanu bojowego przynajmniej jednego szwadronu. 27 sierpnia płk Toliński poprowadził do Warszawy skompletowany i wyekwipowany 118 konny szwadron. Do 9 października sformowano na Pradze kolejny szwadron w sile 147 ludzi.
Pułk nadal wcielał kantonistów i 2 listopada liczył 654 żołnierzy i 655 koni zorganizowanych w pięć szwadronów. 5 szwadronem tego pułku stało się 165 jezdnych oddziału płk. Józefa Trzcińskiego wcielonych rozkazem z 15 października 1794.

## Żołnierze pułku
Organizatorem i dowódcą pułku był oficer 1 pułku straży przedniej płk Józef Toliński. Podpułkownikiem został były kwatermistrz pułku 1 przedniej straży Krzysztof Hemling. Pierwszym majorem był Józef Suchodolski, a drugim – Józef Krynicki. Pierwszym rotmistrzem został Franciszek Ksawery Bardzki, a porucznikami: Ksawery Raszkowski, Franciszek Chabrzyński i Huniady. Chorążymi mianowani zostali: Wincenty Chyliński i Krzysztof Dersznicki.